# Australysmus biproctus
Australysmus biproctus är en insektsart som beskrevs av Tim R. New 1983. Australysmus biproctus ingår i släktet Australysmus och familjen vattenrovsländor. Inga underarter finns listade i Catalogue of Life.